# Neodrassex
Genre
Neodrassex est un genre d'araignées aranéomorphes de la famille des Gnaphosidae.

## Distribution
Les espèces de ce genre sont endémiques du Brésil.

## Liste des espèces
Selon World Spider Catalog (version 17.5, 08/11/2016) :
- Neodrassex aureus Ott, 2012
- Neodrassex cachimbo Ott, 2013
- Neodrassex ibirapuita Ott, 2013
- Neodrassex iguatemi Ott, 2012
- Neodrassex nordeste Ott, 2013

## Publication originale
- Ott, 2012 : Neodrassex, a new genus of the Leptodrassex group (Araneae, Gnaphosidae) from South America. Iheringia, Série Zoologia, vol. 102, no 3, p. 343-350 (texte intégral).